# John Byng-Hall
John Byng-Hall, né en décembre 1937 et mort le 17 juillet 2020, est un psychiatre britannique, psychothérapeute d’enfants et de familles consultant à la Tavistock Clinic de Londres. Il succède dans cette institution à John Bowlby. Il s’inspire de la théorie de l'attachement de ce dernier pour l’appliquer au champ des thérapies familiales.
Il est l'auteur de Réinventer les relations familiales, traduit de l'anglais par Jérôme de Bucquois.

### Ouvrages
- Réinventer les relations familiales  (trad. Jérôme de Bucquois), De Boeck, 2013, 348 p. (ISBN 978-2-8041-7601-3 et 2-8041-7601-0, lire en ligne)
- Family Therapy Supervision: Recent Developments in Practice, avec Rosemary Whiffen, 1982, New York, Grune & Stratton  (ISBN 978-0127948157).